# Artiom Terian
Artiom Terian (Azerbaiyán, Unión Soviética, 5 de marzo de 1930-abril de 1970) fue un deportista soviético especialista en lucha grecorromana donde llegó a ser medallista de bronce olímpico en Helsinki 1952.

## Carrera deportiva
En los Juegos Olímpicos de 1952 celebrados en Helsinki ganó la medalla de bronce en lucha grecorromana estilo peso gallo, tras el húngaro Imre Hódos (oro) y el libanés Zakaria Chibab (plata).